# ایستگاه گرین‌وود (تورنتو)
ایستگاه گرین‌وود (انگلیسی: Greenwood station) یک ایستگاه مترو در خط ۲ بلور–دانفورث در تورنتو، انتاریو، کانادا است.